# Ahmose (Hoherpriester)
Ahmose war ein hoher altägyptischer Würdenträger des Neuen Reiches. Er lebte wahrscheinlich unter Thutmosis III. und Amenophis II. und war Hoherpriester von Heliopolis und „Königssohn“. Er war wahrscheinlich ein Sohn von Thutmosis III., auch wenn diese Vaterschaft nicht explizit in Inschriften ausgedrückt wird und auf stilistischer Einordnung seiner Denkmäler beruht, so dass es verschiedene Zuweisungen in der Literatur gibt.
Ahmose ist von drei Statuen, einer Stele und einem Skarabäus bekannt. Seine Titel lauten unter anderem: „Großer der Schauenden des Re und Atum“, „Königssohn“, „Gottesvater“ und „Vorsteher aller Arbeiten des Herrn der beiden Länder“. Daneben trug er einige Titel, die mit der Verwaltung des Tempels in Heliopolis in Verbindung standen.
Aus dem Neuen Reich gibt es verschiedene Hohepriester in Heliopolis, die auch Söhne eines Königs waren. Ahmose ist der älteste Beleg dafür, dass Königskinder in dieses wichtige Amt gesetzt wurden.